# Acaciella velutina
Acaciella velutina är en ärtväxtart som beskrevs av Nathaniel Lord Britton och Joseph Nelson Rose. Acaciella velutina ingår i släktet Acaciella och familjen ärtväxter. Inga underarter finns listade i Catalogue of Life.